# Лопес-Кантера, Карлос
Карлос Лопес-Кантера (англ. Carlos Lopez-Cantera; род. 29 декабря 1973, Мадрид) — американский государственный деятель. С 2014 по 2019 годы работал вице-губернатором Флориды.
Член Республиканской партии. Представлял 113-й округ в Палате представителей Флориды с 2004 по 2012 годы: был лидером большинства в течение последних двух лет своего срока. Был избран оценщиком имущества округа Майами-Дейд 14 августа 2012 года. 14 января 2014 года губернатор Рик Скотт назначил его на должность вице-губернатора Флориды. Отбыл оставшуюся часть неистекшего срока Дженнифер Кэрролл и был избран на полный срок в ноябре 2014 года.

## Ранний период жизни и образование
Родился в Мадриде (Испания) в семье кубинца Карлоса Лопеса-Кантеры и Эстер «Шелли» Смит Фано. Его отец католик, а мать иудейка. Родился на два месяца раньше срока и вместе с родителями вернулся в Майами, штат Флорида, когда стал достаточно здоровым, чтобы путешествовать. Получил степень младшего специалиста в области искусств в общественном Майами-Дейд-колледж в 1994 году и степень бакалавра делового администрирования по специальности политология в Университете Майами в 1996 году.

## Политическая карьера
В 1997 году был координатором комитета по уголовному правосудию Сената Флориды. В 2002 году безуспешно баллотировался в Палату представителей Флориды. В ноябре 2004 года выиграл первые выборы в Палату представителей Флориды от 113-го округа и был последовательно переизбран в 2006, 2008 и 2010 годах, когда победил ветерана ВМС США и восходящую звезду Демократической партии Алекса Крузета. С 2010 по 2012 год был лидером большинства в Палате представителей.
14 января 2014 года губернатор Рик Скотт объявил о его назначении вице-губернатором Флориды на оставшуюся часть срока полномочий вице-губернатора Дженнифер Кэрролл, которая ушла в отставку 12 марта 2013 года. В ноябре 2014 года в качестве напарника Рика Скотта был избран на полный срок вице-губернатором. Занимал эту должность до 2019 года.
15 июля 2015 года объявил о выдвижении своей кандидатуры в Сенат США в 2016 году, чтобы заменить уходящего в отставку сенатора Марко Рубио, баллотировавшегося на пост президента США. Однако, Карлос Лопес-Кантера снялся с гонки после того, как 22 июня 2016 года Марко Рубио объявил, что будет добиваться переизбрания в Сенат США.

## Личная жизнь
В браке с 2005 года, его жена Рене — еврейка. В 2016 году две его дочери отпраздновали бар-мицву у Стены Плача.